# Pendred-Syndrom
Das Pendred-Syndrom ist eine autosomal rezessiv vererbte Erkrankung. Charakteristisch ist das Vorliegen einer (zumeist schweren) Schallempfindungsschwerhörigkeit, einer Hypoplasie der Hörschnecke (Cochlea), sowie einer Struma mit Iod-Fehlverwertung, später oft auch einer Unterfunktion der Schilddrüse (Hypothyreose), während im frühen Kindesalter oft noch eine normale Schilddrüsenfunktion (Euthyreose) vorliegt.
Das Pendred-Syndrom wurde erstmals 1896 von Vaughan Pendred (1869–1946) beschrieben.
Beim Pendred-Syndrom fehlt die Thyreoperoxidase, ein Enzym im Iodstoffwechsel der Schilddrüse. Es besteht eine Genkopplung zwischen dem Pendred-Syndrom und dem Pendrin-Gen (PDS), das auf Chromosom 7 (7q31) lokalisiert ist und für ein Iod-Transportprotein codiert.

## Epidemiologie
Mit etwa fünf Prozent der Fälle gilt das Pendred-Syndrom als häufigste vererbbare Hörstörung und als häufigste syndromale Hörstörung. Vier bis zehn Prozent aller Kinder mit angeborener Gehörlosigkeit leiden an einem Pendred-Syndrom, wobei die Häufigkeit regional unterschiedlich ist (Britische Inseln 1:15.000, Skandinavien 1:100.000).
Im Deutschen Zentralregister kindlicher Hörstörungen waren 2002 fünfzehn gesicherte Fälle und zwei Verdachtsfälle registriert, dies entsprach einer relativen Häufigkeit von 0,33 %.

## Diagnose und Differenzialdiagnose
Die Diagnose wird meist aufgrund der Anamnese und der Familienanamnese sowie des klinischen Bildes gestellt. Methode der Wahl zum Nachweis eines Pendred-Syndroms ist der Perchlorat-Depletions-Test. Differenzialdiagnostisch muss bei Schwerhörigkeit und Struma auch an erworbene Hypothyreosen, das Refetoff-De-Wind-De-Groot-Syndrom und das Newell-Diddle-Syndrom gedacht werden.